# Hymenocallis latifolia
Hymenocallis latifolia là một loài thực vật có hoa trong họ Amaryllidaceae. Loài này được (Mill.) M.Roem. mô tả khoa học đầu tiên năm 1847.